# Цеканув (Томашовський повіт)
Цеканув (пол. Cekanów) — село в Польщі, у гміні Томашув-Мазовецький Томашовського повіту Лодзинського воєводства.
Населення — 221 особа (2011).
У 1975-1998 роках село належало до Пйотрковського воєводства.

## Демографія
Демографічна структура станом на 31 березня 2011 року:
|          | Загалом | Допрацездатний вік | Працездатний вік | Постпрацездатний вік |
| -------- | ------- | ------------------ | ---------------- | -------------------- |
| Чоловіки | 106     | 24                 | 73               | 9                    |
| Жінки    | 115     | 24                 | 74               | 17                   |
| Разом    | 221     | 48                 | 147              | 26                   |